# Направляясь на юг
«Направля́ясь на юг» (другое название — «На юг», «Побег в тёплые края» англ. Goin' south) — американский комедийный фильм в жанре вестерн 1978 года, режиссёр и исполнитель главной роли — Джек Николсон, а также Мэри Стинберджен, Кристофер Ллойд, Джон Белуши, Ричард Брэдфорд, Вероника Картрайт, Дэнни Де Вито и Эд Бегли мл.

## Сюжет
Уголовник-неудачник Генри Мун был пойман отрядом охотников за преступниками и приговорён к повешению. Суровые законы Дикого Запада не оставляли бедолаге Генри надежды на помилование, и страшный час казни был уже близок. Существовала лишь одна, самая невероятная возможность: в те времена обречённого на смерть могла спасти лишь… незамужняя женщина! Эта женщина должна была пообещать суду взять злодея «на поруки» и, что самое главное, выйти за него замуж!

## В ролях
- Джек Николсон — Генри Ллойд Мун
- Мэри Стинберджен — Джулия Тейт/Мун
- Кристофер Ллойд — помощник шерифа Тауфилд
- Джон Белуши — помощник шерифа Гектор
- Ричард Брэдфорд — шериф Эндрю Кайл

Старая банда Муна:
- Вероника Картрайт — Гермина
- Джефф Моррис — Большой Эйб
- Дэнни Де Вито — Хог
- Трейси Уолтер — Куган

## Производство
Сценарий фильма был написан в соавторстве с Джоном Херманом Шейнером, а продюсером выступил Гарри Гиттс, оба давние друзья Джека Николсона с первых дней его работы в Голливуде. Фильм стал дебютом в кино для Мэри Стинберджен, которая работала официанткой в Нью-Йорке, надеясь пробиться в актёры, и после того, как ей неоднократно отказывали в получении ролей в кино, он положил начало её карьере в Голливуде. Кристофер Ллойд, работавший с Николсоном над фильмом «Пролетая над гнездом кукушки», играет помощника шерифа Тауфилда. Ллойд и Стинберген воссоединились 12 лет спустя в другой комедии в жанре вестерна Роберта Земекиса «Назад в будущее 3».